# Wood-Gletscher
Der Wood-Gletscher ist ein Gletscher im ostantarktischen Viktorialand. In den Victory Mountains fließt er in südöstlicher Richtung zum Trafalgar-Gletscher, den er unmittelbar östlich des Mount McDonald erreicht. Sein Kopfende liegt an einem Bergsattel, den er sich mit dem nach Norden fließenden Lensen-Gletscher teilt.
Teilnehmer der von 1957 bis 1958 dauernden Kampagne im Rahmen der New Zealand Geological Survey Antarctic Expedition nach dem Geologen B. L. Wood, der an dieser Kampagne beteiligt war.